# Jimi-Hendrix-Revival-Festival

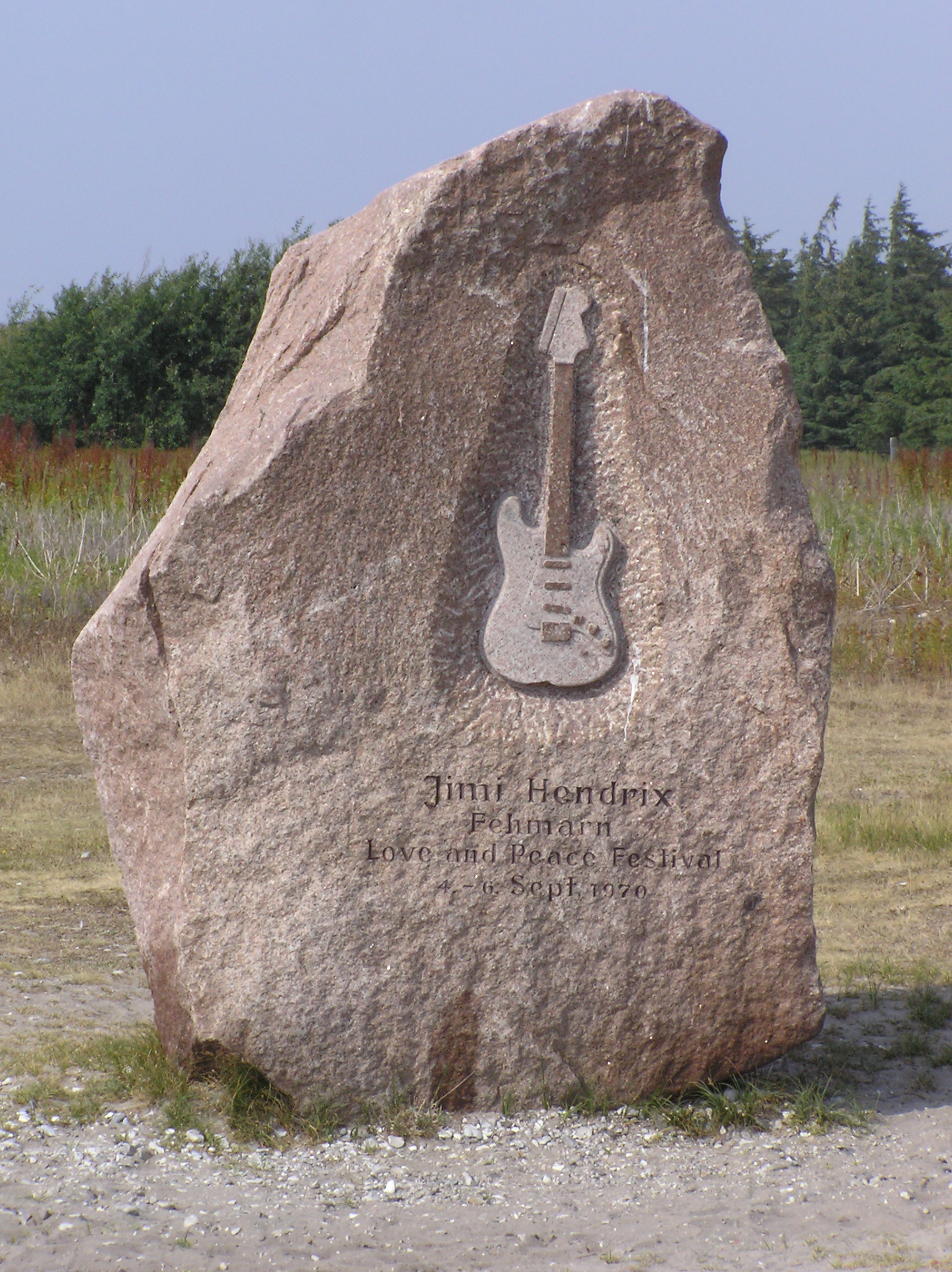
Gedenkstein in Flügge: Jimi Hendrix’ letzter Auftritt

Das Jimi-Hendrix-Revival-Festival ist ein Open-Air-Musikfestival, das von 1995 bis 2010 und ab 2017 ausgetragen wird. Es fand bis 2010 jährlich am ersten Septemberwochenende am Flügger Strand im Westteil der Ostseeinsel Fehmarn statt. Auf Grund rechtlicher Einschränkungen findet das Festival nach einer siebenjährigen Zwangspause seit 2017 im Ortsteil Strukkamp statt. Organisiert wird es von der Fehmarn Festival Group als Fehmarn Open Air unter dem Motto Umsonst & Draußen ausgerichtet wurde.

## Geschichte
Das Festival bekam seinen Namen im Gedenken an Jimi Hendrix, der an gleichem Ort 1970 im Rahmen des Love-and-Peace-Festivals wenige Tage vor seinem Tod seinen letzten offiziellen Auftritt in Deutschland hatte.  Das Festival findet seit 1995 jährlich am ersten Samstag im September statt. 1997 wurde an der Stelle des damaligen Festivals ein Gedenkstein eingerichtet. Das Festival fand von da ab in der Nähe des Steines statt.
Im Laufe der Jahre verzeichneten die Veranstalter steigende Besucherzahlen; kamen 1998 noch an die 5.000, waren es 2000 bereits über 12.000 Besucher. Den Höhepunkt erreichte das Festival 2005 mit über 25.000 Festivalbesuchern.
Das Festival fand 2010 das vorerst letzte Mal statt. Die Besucherzahl wurde mit 20.000 angegeben. Die für 2011 geplante 17. Ausgabe wurde im Jahr 2011 vom Kreis Ostholstein aus Naturschutzgründen untersagt. Auch in den Folgejahren fand trotz intensiver Anstrengungen der Organisatoren das Festival nicht statt. Ein gerichtlicher Widerspruch gegen diese Untersagung blieb erfolglos.
Ab 2014 soll es am Ort des Festivals in Flügge eine Dauerausstellung über Jimi Hendrix und sein Konzert auf der Insel 1970 geben.
Ab 2017 fand das Festival wieder an jedem 1. Samstag im September auf Fehmarn statt, allerdings an neuer Stelle auf einer Wiese im Ortsteil Strukkamp. Die Besucherzahlen von 2010 sind auf dem neuen Festivalgelände nicht mehr möglich, so dass das Festival nun in abgespeckter Form fortgeführt wird.
Am 5. September 2020 fand das 50-jährige Jubiläum „Love & Peace Festival auf Fehmarn“ statt. Auf Grund der COVID-19-Pandemie in Deutschland konnten nur 300 Zuhörer auf das Gelände, um den Abstandsregeln Genüge zu tun. Insgesamt drei Bands spielten an dem Tag. Einen Tag später wurde ein Amateur-Mitschnitt des ersten Konzerts am Gedenkstein gezeigt.
2021 gab es wegen der Covid-19-Pandemie ein Zuschauerlimit von 1000 Personen, bevor 2022 wieder auf Normalbetrieb umgestellt wurde. 2023 findet das Festival erstmals zweitägig statt.

## Bands
| 1995 | 1996 | 1997 | 1998 |
| --- | --- | --- | --- |
| - Macumba - Stadtfurth City Rockband (als Steinfurthcity annonciert) - Mink Farm - Henry Heggen & Dick Bird - Charly Schreckschuss Band - Martin Storm - Monaco Blues Band | - Monaco Blues Band - MT. Wizzard - Shanghai'd Guts - Wooden Ships On The Water - Hombre'LCI - Mink Farm - New Rising Sun - Irish Bastards                                                               | - Embryo - Hannes Bauer & Orchester Gnadenlos - Pineground - Four Free - Late September Dogs - Get Wet - Whils                                                                                         | - Das Dritte Ohr - Jan Gerfast & Voodoo Band - Los Bobos Cosmicos - Big Joe Turner & His Memphis Blues Caravan - KGB & Agent - Da Capo - Taschakor |
| 1999 | 2000 | 2001 | 2002 |
| - Julian Sas & Band - Inga Rumpf mit Rockship - Hamburg Blues Band - Late September Dogs - Lacks Of Limits - Slave To The Rhythm - Mr. Morning - More Experience           | - Alvin Lee & Band - John Campbelljohn Trio - Darell Arnold & The Dead Buffalos - Keimzeit - Whils - Fresh Evidence - Soup - Town Folls - Mink Farm                                                      | - Neues Glas Aus Alten Scherben - Marcel Scherpenzeel & Band - Lance Lopez - Schluff Jull - Phunk M.O.B. - Late September Dogs - Bubinga - Wooden Ships On The Water                                   | - Randy Hansen - Ana Popović - Aynsley Lister - Lord Bishop - Turquoise Tiles - The Moon Orchestra - Remopile - The Main Offenders |
| 2003 | 2004 | 2005 | 2006 |
| - T. M. Stevens - Peer Gynt - Roland Parker - Cissy Strut - Durstig - Patchwork - FriendZ                                                                                  | - Ana Popovic - Julian Sas - More Experience - Marrakesh Express - Mickle A Do - Powerage - Remopile - Flangia Kaiphos                                                                                   | - Bjego - The Electric Saints - Finegas - Lake - Marrakesh Express - Mink Farm - Rattlesnake - Spectrodize - Stoppok - Walter Trout & The Radicals - Witthüser                                         | - Henrik Freischlader Band - Mungo Jerry Blues Band - Wolf Maahn & Band - The Lizzard Kings - Traecle People - Lord Bishop Rocks - Zweites Ich - Riff Raff - Lorbazz - Taste                                                                                    |
| 2007 | 2008 | 2009 | 2010 |
| - Randy Hansen - Vdelli - Erja Lyytinen - CramB - Meiselgeier - Keimzeit - Leo's Den - Lack Of Limits - The Kurts - Rattlesnake - Sonic Jack                               | - Devon Allman's Honeytribe - Dani Wilde & Band - Richie Arndts Rorymania - Rattlesnake - Machine - Cramb - Maks and the Minors - Hans Söllner & Bayaman'Sissdem - Greatwide - Errorhead - Special Guest | - Ten Years After - Chris Farlowe - Joanne Shaw Taylor - Bradley's Circus - Hamburg Blues Band - Errorhead - Cosmic Finger - Purple - Jimmy Cornett - Rohstoff - Peer Knacke - Shanty-Chor Großenbrode | - The Brew - Henrik Freischlader Band - Miller Anderson - Wolf Maahn - Jimmi Bowskill - Todd Wolf Band - The Rustiers - Meiselgeier - Double Vision - Aussenborder - Blocksperga - Thirsty Mamas - .3 - Christian Höper - Peer Knacke - Shanty-Chor Großenbrode |
| 2017 | 2018 | 2019 | 2020 |
| - Samuel Bos & Band - Purple Struts - First Responder - Challenger - The Blue Poets - Waitin’ for Punkie - Scotch Bonnet                                                   | - Volbreeze - CC Top – The German Tribute to ZZ Top - Meiselgeier (ausgefallen) - Joost de Lange - Bettina Schelker - Carl Verheyen - The Vibe                                                           | - Offshore - Glory Row - Challenger - Jule Werner Bluesconnection - Yasmin Hofer - The Rage Pack | - Jimmy Cornett and the Deadmen - Joost de Lange Band - Kozmic Blue feat. Maggie Mackenthun |
| 2021 | 2022 | 2023 | |
| - Vanja Sky - Jay the Bird - Ape Shifter - Elizabeth Lee & Martin Haucke - Krissy Matthews - Mario Wendt & The Mighty Brothers                                             | - The Rage Pack - Shanty Chor Großenbrode - First Responder - Kozmic Blues - The Whiskey Hell - Hot’n’Nasty - Freshers Ball - Spade Bandits                                                              | - Frank Hillebrandt (Lesung) - Toben - Gun Called Britney - VanderLinde - Thirsty Mamas - CC Top - Last Men Standing - Dear Robin - Scott Weis Band                                                    | |